# Bieg Piastów
La Bieg Piastów est une course de ski de fond marathon depuis 1976 en Pologne et fait partie du calendrier de la Worldloppet depuis 2009. Elle a lieu tous les ans à Szklarska Poręba et propose trois formats de course dont la principale est sur cinquante kilomètres en style classique.